# Temple Protestant du Foyer de l’Âme

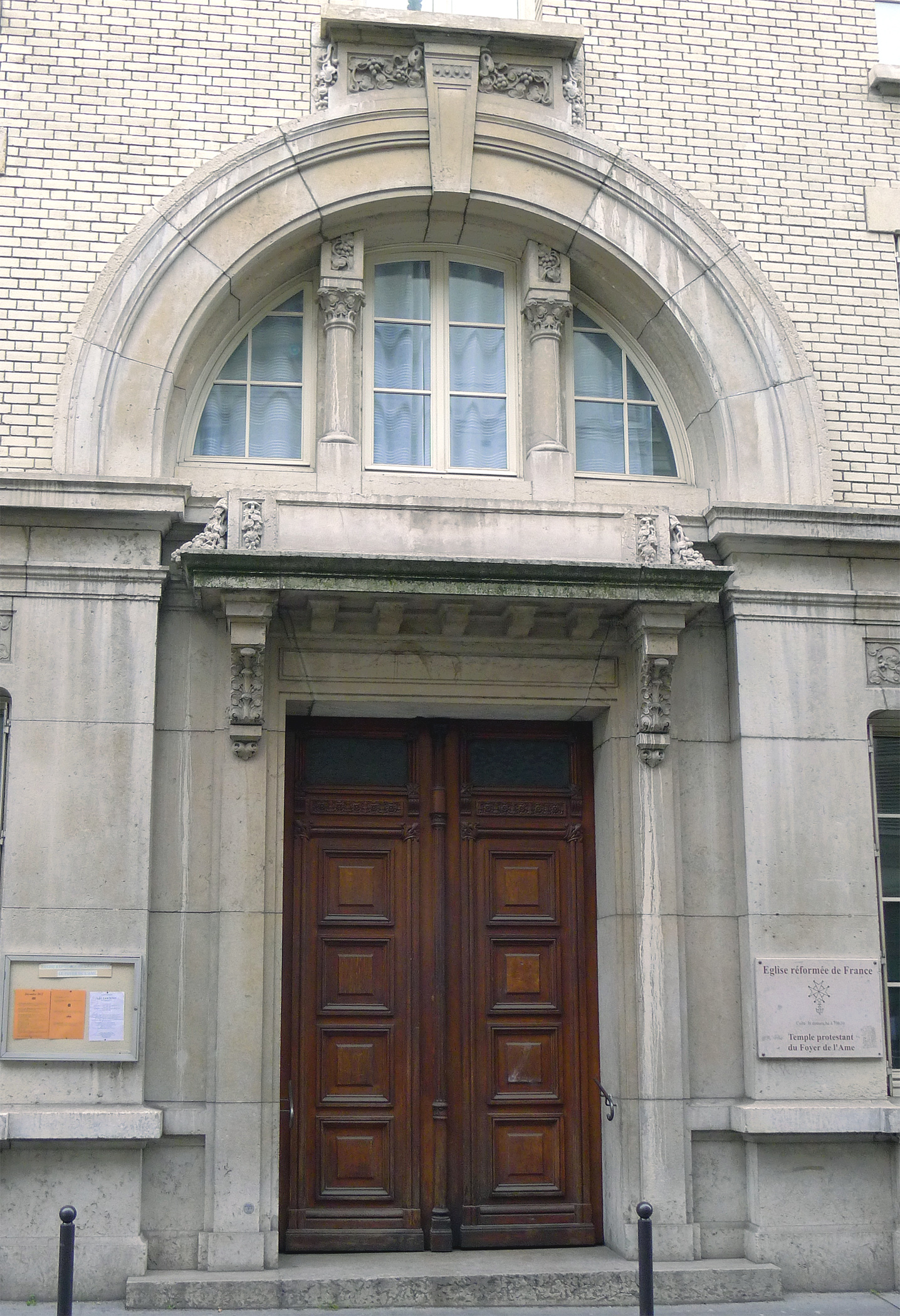
Portal des Gebäudes in der Rue du Pasteur-Wagner

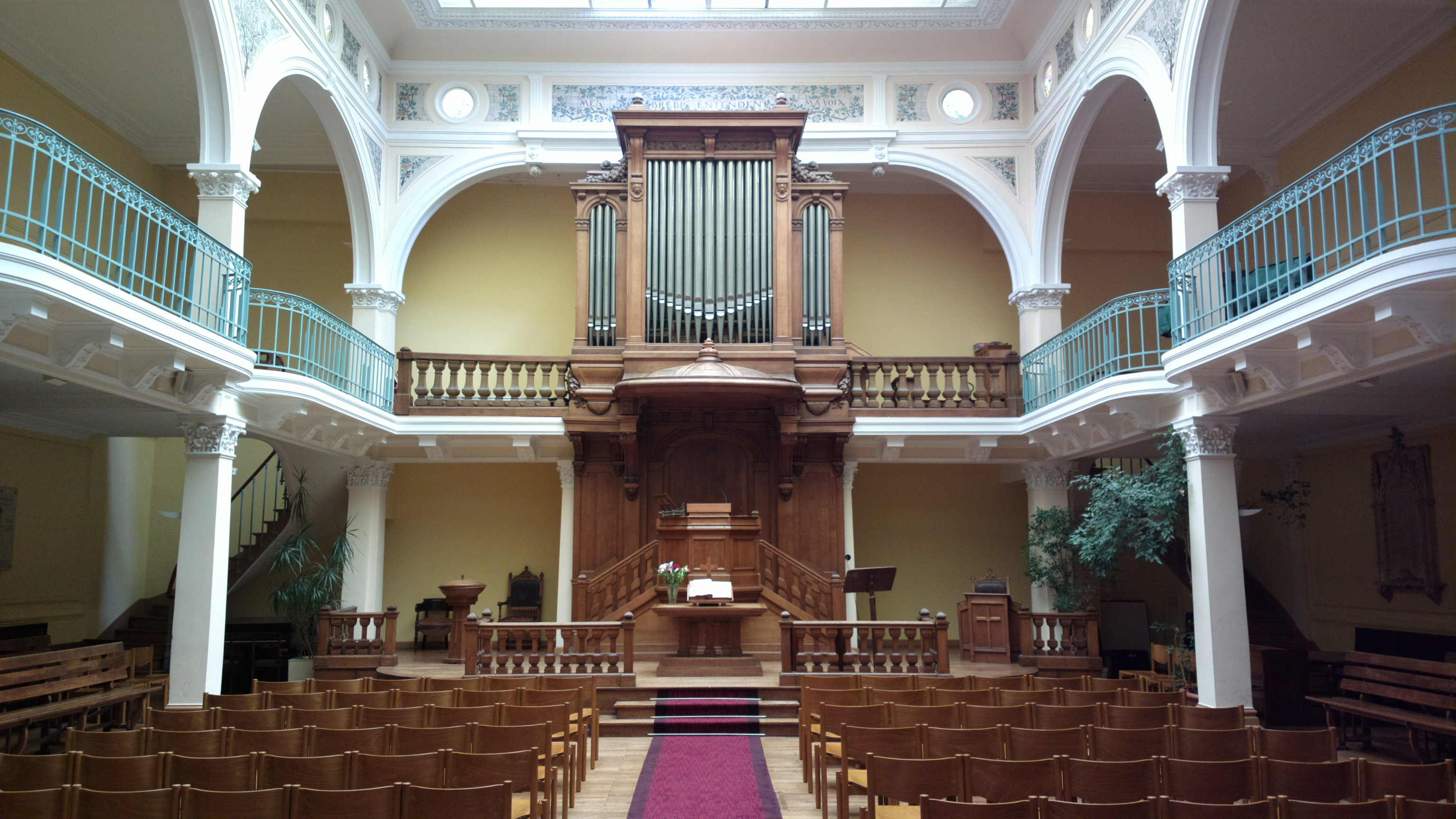
Innenraum

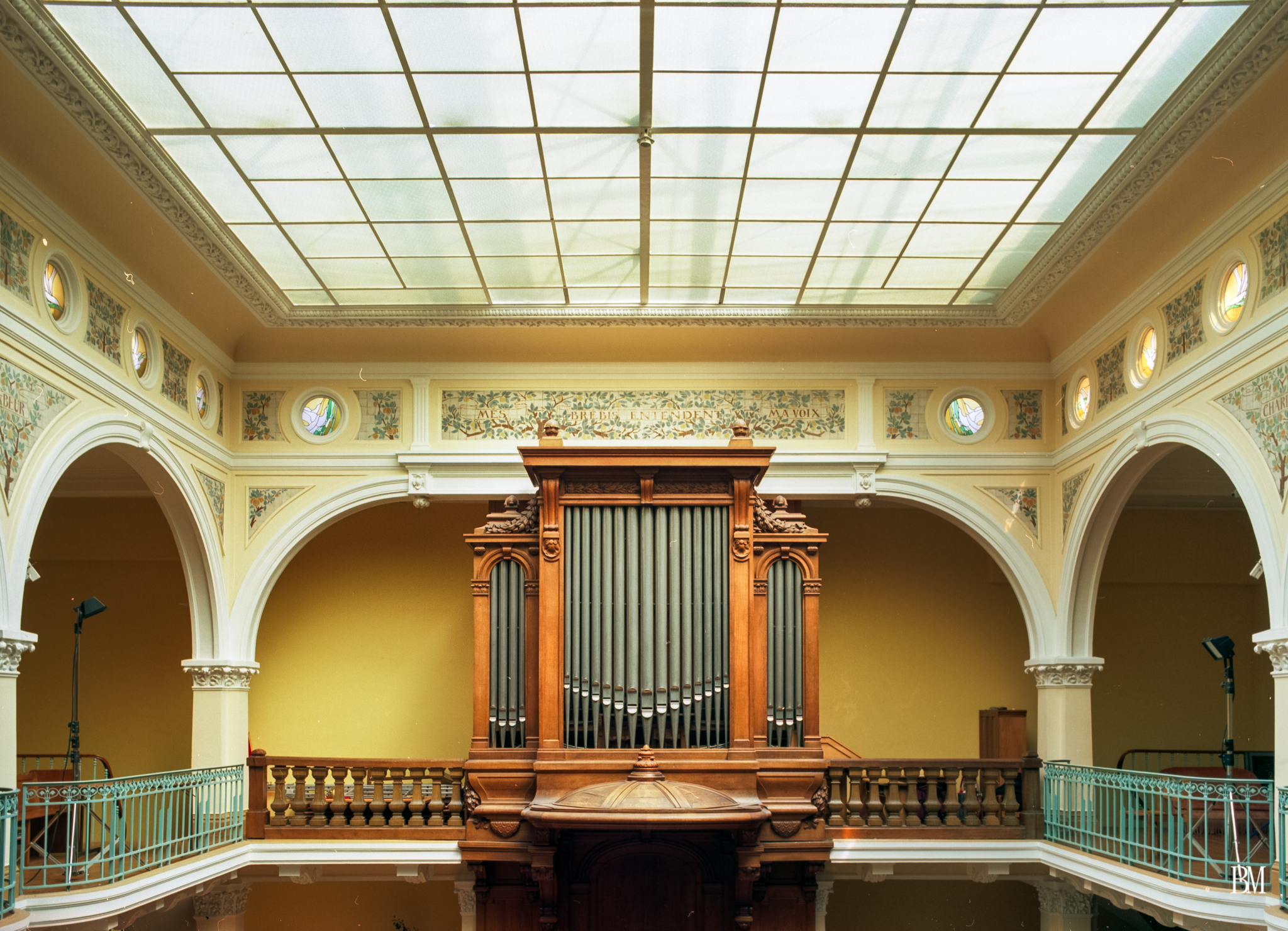
Orgel

Der Temple Protestant du Foyer de l’Âme ist eine in der Rue du Pasteur-Wagner gelegene evangelische Kirche im 11. Arrondissement von Paris. Die Gemeinde ist liberal-protestantisch ausgerichtet und gehört der Vereinigten Protestantischen Kirche Frankreichs an.

## Geschichte
Die Gemeinde wurde 1885 durch Pastor Charles Wagner in der Rue des Arquebusiers gegenüber der Place de la Bastille gegründet. 1892 zog sie an den Boulevard Beaumarchais in einen Raum, der 200 bis 300 Gläubige fassen konnte.
Am 17. März 1907 wurde als neue Kirche der Gemeinde der Temple du Foyer de l’Âme in einem Teil der Straße Rue Daval eingeweiht, der 1925 in Rue du Pasteur-Wagner umbenannt wurde. In seinem Obergeschoss beleuchteten eine Krankenstation, ein Kleidergeschäft und zahlreiche andere Angebote den Geist gesellschaftlicher Solidarität, von dem sich der Gründer leiten ließ. Die Krankenstation gibt es heute zwar nicht mehr, aber das vielfältige soziale Engagement der Gemeinde ist geblieben.

## Beschreibung
Die nüchterne Fassade der Kirche kontrastiert mit dem Geist des Art Nouveau im Kirchensaal. Durch eine große Glasdecke fällt Tageslicht in den Raum. In der Eingangsachse liegen ein sehr alter Bibeldruck auf dem Abendmahlstisch, die Kanzel und darüber die Orgel.

## Orgel
Die Kirche erhielt noch in ihrem Baujahr eine Orgel von Mutin-Cavaillé-Coll mit zwei Manualen und Pedal. Diese wurde 1966 von Haerpfer & Erman umgebaut und insbesondere im Pedalwerk durch mehrere Multiplexregister erweitert, deren Pfeifen links und rechts des Gehäuses auf der Empore Platz fanden.
Dieses Instrument wurde im Jahr 2009 unter Beibehaltung des historischen Prospekts von 1907 durch einen Neubau von Quentin Blumenroeder aus Haguenau ersetzt. Die jetzige Orgel hat 19 Register auf zwei Manualen und Pedal (zuzüglich zweier Wechselschleifenregister) in folgender Disposition:
| I Grand-Orgue C–g3 |                          |       |
| 1.                 | Bourdon                  | 16′   |
| 2.                 | Principal                | 8′    |
| 3.                 | Flöte Travers            | 8′    |
| 4.                 | Octav (Wechselschleife)  | 4′    |
| 5.                 | Flöte (Wechselschleife)0 | 4′    |
| 6.                 | Quinta                   | 2 ⁄3′ |
| 7.                 | Octav                    | 2′    |
| 8.                 | Sesquialtera II (B/D)    |       |
| 9.                 | Mixtur III               |       |
| 10.                | Trompette (B/D)          | 8′    |

| II Récit C–g3 |                          |       |
| 11.           | Viole de Gambe           | 8′    |
| 12.           | Gedackt                  | 8′    |
|               | Octav (Wechselschleife)  | 4′    |
|               | Flöte (Wechselschleife)0 | 4′    |
| 13.           | Nassat                   | 2 ⁄3′ |
| 14.           | Gemshorn                 | 2′    |
| 15.           | Quinta                   | 1 ⁄3′ |
| 16.           | Fagott                   | 16′   |

| Pédale C–f1 |           |     |
| 17.         | Principal | 16′ |
| 18.         | Principal | 8′  |
| 19.         | Posaune0  | 16′ |

- Koppeln:
  - Normalkoppeln: I/II, II/I, I/P, II/P
  - Superoktavkoppel: II/P
- Spielhilfe: Tremblant Doux
- Stimmung und Stimmtonhöhe: ungleichschwebend, a1 = 415 Hz